# 11625 Francelinda
11625 Francelinda (1996 UL1) là một tiểu hành tinh vành đai chính được phát hiện ngày 20 tháng 10 năm 1996 bởi L. Tesi và G. Cattani ở San Marcello Pistoiese.